# Paratrachelophorus erosus
Paratrachelophorus erosus es una especie de coleóptero de la familia Attelabidae.

## Distribución geográfica
Habita en Birmania.